# المعهد العالي للإعلامية بالكاف
المعهد العالي للإعلامية بالكاف هو مؤسّسة تعليم عالي تونسي مختص بتدريس الإعلاميّة، يقع بولاية الكاف ، تابع ل جامعة جندوبة . تأسّست تبعا للقانون عدد 06-1758 المؤرخ في 06 جوان 2006 الذي يتعلق بإحداث كليات .

## الشّهادات

### الاجازات
- الإجازة التطبيقية في الإعلامية
- الإجازة التطبيقية في الشبكات الإعلامية
- الإجازة الأساسية في علوم الإعلامية

### الماجستير
الماجستير المهني في النظم المعلوماتية
الماجستير المهني في سلامة النظم المعلوماتية
الماجستير المهني في إدارة الشبكات الإعلامية